# 데이비드 파커
데이비드 패커(David Packer, 1962년 8월 25일 ~ )는 미국의 배우이다.
퍼세이익에서 태어났다.

## 출연 작품
- 피프 월드 (2010년)
- 인페스티드 (2002, Infested)
- 인트리피드 (2000년)
- 덤 앤 더머 서부시대로 가다 (1998년)
- 트루 크라임 (1995년)
- 스트레인지 데이즈 (1995년)
- 콜 미 안나 (1990년)
- 크레이지 피플 (1990년)
- 명화 만들기 (1989, Trust Me)
- 러브스트럭 (1988, You Can't Hurry Love)
- 로보캅 (1987년)
- 청춘 고백 (1983년)

### 텔레비전
- 호텔 (1983)
- V (1983) - 다니엘 번스타인 역
- 브이 - 최후의 전투 (1984년) - 다니엘 번스타인 역